# 小行星8565
小行星8565（英語：8565）是一颗围绕太阳公转的小行星。1995年11月24日，新島恒男、浦田武在尾島町发现了此天体。
这颗小行星的绝对星等为126.9946527816616等。